# Polina Konstantinowna Kempf
Polina Konstantinowna Kempf (russisch Полина Константиновна Кемпф; * 30. Januar 1999) ist eine russische Wasserballspielerin.

## Karriere
Am 20. Juni 2015 gewann Kempf mit dem russischen Team die Goldmedaille bei den ersten Europaspielen in Baku. Am 25. Januar 2016 bekam Kempf die russische sportliche Auszeichnung Meister des Sports verliehen.